# Petr Hejma junior
Peter Hejma junior (* 11. September 1970) ist ein ehemaliger deutscher Eishockeyspieler auf der Position des Stürmers.
Peter Hejma begann seine Karriere im Nachwuchs der Düsseldorfer EG, mit deren Schülermannschaft er 1985 deutscher Juniorenmeister wurde. 1990 gewann er unter Führung seines Vaters Petr Hejma senior, der als Trainer bei der DEG arbeitete, die deutsche Meisterschaft.
Er spielte von 1991 bis 1993 und 1994 bis 1997 beim EHC Freiburg. In Freiburg im Breisgau studierte er Jura. Sein Vater ist der ehemalige deutsch-tschechische Eishockeyspieler Petr Hejma senior. Seine Mutter ist die ehemalige deutsche Tischtennismeisterin Marta Hejma.

## Erfolge und Auszeichnungen
- 1990: Deutscher Meister mit der Düsseldorfer EG
- 1991: Deutscher Meister mit der Düsseldorfer EG